# Total Commander
Total Commander — популярний двопанельний файловий менеджер із закритим початковим кодом для операційних систем Windows, Windows CE, Windows Mobile і Android.
Програма написана швейцарцем Крістіаном Ґіслером.
Версія програми під Windows є умовно-безкоштовною: користувачі можуть вільно завантажувати її та використовувати без обмежень, але мають зареєструвати або вилучити протягом 30 діб. Незареєстрована версія нагадує користувачу про реєстрацію кожного разу при запуску програми, але зберігає повну функціональність навіть після закінчення 30-денного пробного періоду.

## Історія
Перша публічна німецька версія з'явилася 25 вересня 1993 року у вигляді 16-бітної програми для Windows 3.1x під назвою «Windows Commander».
В грудні 1993 р. разом з німецьким релізом версії 1.10d (нім. Deutsch) відбувся реліз першої англійської версії 1.10e (англ. English).
Перша міжнародна версія (1.40) вийшла в серпні 1994. Ця версія підтримувала німецьку, англійську та французьку мови. Данська (у версії 1.50) і голландська (у версії 1.51) були першими мовами, доданими до міжнародної версії.
Windows Commander 3.0, який вийшов у грудні 1996 р., став першою версією з 32-розрядною реалізацією. Це була повністю нова версія, написана на Delphi. Попередня версія була написана на Turbo Pascal for Windows, який не був портований в 32-розрядну версію компанією Borland.
З 29 жовтня 2002 року на вимогу корпорації Microsoft програма змінила назву.
Total Commander 6.58, що вийшов у квітні 2008 року, був останньою версією, яка була доступна у вигляді 16-бітної програми.
Версія програми 7.50 стала першою, яка повністю підтримувала Юнікод.
19 червня 2011 року з'явилась перша версія Total Commander для Android-пристроїв, разом з додатковими плагінами (FTP, LAN, WebDav).
З вересня 2011 року існує спеціальна версія Total Commander для 64-розрядних операційних систем. Зараз випускається дистрибутив, який повною мірою підтримує як x86, так і x86-64 платформи.
З листопада 2016 року випущена версія 9.0.
З березня 2020 року випущена версія 9.51.
22 жовтня 2022 року випущена версія 10.52. Має такі оновлення: Багатомовність та підтримка юнікоду, швидкий перегляд аудіо та відео, архіви, передперегляд та  ін.

## Total Commander для Windows

### Можливості програми
Ця програма має всі необхідні для файлового менеджера функції:
- двопанельний багатомовний (включаючи україномовний) графічний інтерфейс користувача, який можна налаштовувати;
- панель інструментів та головне меню можуть налаштовуватися користувачем;
- клавіатурні скорочення, максимально близькі до оригінальних Norton Commander з можливістю вільно перепризначати їх, водночас підтримка загальноприйнятних скорочень, що діють в операційній системі Windows;
- підтримка функції Drag&Drop;
- вкладковий інтерфейс;
- можливості роботи з файлами та теками (створення, відкриття/програвання/запуск/перегляд, редагування, переміщення, перейменування, копіювання, видалення, зміну атрибутів та властивостей, пошук файлів та призначення прав);
- групове перейменування файлів та синхронізація каталогів (але без атрибутів та розширених атрибутів, як в rsync, наприклад);
- порівнювання файлів з можливістю редагування, порівняння файлів з різними кодовими сторінками;
- підтримка послідовної черги і паралельного фонового виконання операцій над файлами (копіювання, перенесення, видалення, робота з архівами і FTP);
- журналювання файлових операцій;
- працює з довгими (понад 255 символів, але не більше 4096) шляхами під NTFS;
- робота з архівами як з підкаталогами;
- підтримка архівів ZIP, GZ, TAR, TGZ (запаковування і розпаковування) та 7Z, RAR, ARJ, LZH[en], UC2, ACE (розпаковування);
- виділення та підсвічування файлів на панелі за іменем, розширенням, датою й часом створення файлу та багатьма іншими умовами, які можуть бути розширені плагінами;
- командний рядок для простого запуску програм з параметрами;
- розширений пошук файлів, включаючи пошук тексту в назві файлу, всередині файлу, пошук файлів за датою, властивостями, розміром, шаблонами тощо; підтримується пошук файлів у архівах;
- підтримуються регулярні вирази при пошуку файлів (в іменах та у вмісті) у внутрішньому переглядачі, груповому перейменуванні файлів, діалозі вибору виділення файлів і фільтрах, але сильно обмежені (підтримується мало конструкцій, є обмеження на довжину виразу), пошук у переглядачі за регулярним виразом ускладнений;
- вбудований переглядач файлів, у тому числі мультиків і графічних;
- вбудований FTP-клієнт з можливостями завантажувати/відвантажувати файли в декілька потоків, шукати файли на FTP-серверах (починаючи з 7 версії), з довантаженням, підтримкою www-проксі при роботі з FTP та підключення-завантаження-відключення у вказаний час до заданого FTP;
- UUE/MIME/XXE[en] кодування/декодування і розрізання/склеювання довгих файлів;
- підрахунок і перевірка контрольних сум (CRC32, MD5, SHA1);
- можливість тимчасового підвищення рівня привілеїв; підтримка механізму User Account Control у Windows Vista/7/8;
- природна (англ. native) підтримка портативного режиму роботи (без інсталяції), підтримка U3 флеш-накопичувачів;
- розширення функціональності програми з допомогою скриптів (PowerPro, AutoHotKey) та додаткових модулів — плагінів[10]:
  - архіваторних (.WCX) — для підключення до Total Commander зовнішніх програм-архіваторів (використовуються для розпакування певних типів файлів, зазвичай архівних форматів; деякі архіваторні плагіни також дозволяють створювати нові архіви типу, який підтримується і модифікувати архіви, що існують) або псевдо-архіваторів, що використовуються для (наприклад) створення переліку усіх файлів певного каталогу і запису його до файлу, або псевдо-розархіваторів, наприклад, для виділення з відеофайлу музики чи певних кадрів;
  - плагінів файлової системи (.WFX) — доступні через панель Мережевого оточення. Вони зазвичай забезпечують доступ до якихось частин вашого комп'ютера, куди немає доступу через імена дисків, або до віддалених систем. Наприклад, це можуть бути плагіни для доступу до пристрою Windows CE або PocketPC, підключеному до вашого комп'ютера; або віддалених Web-серверів за HTTP-протоколом, щоб звантажити файли повним списком; або файлової системи ОС Linux або поштового сервера.
  - плагіни внутрішньої програми перегляду (.WLX) відображають спеціальні типи файлів у вбудованому переглядачі, а також на панелі швидкого перегляду. За допомогою таких плагінів можна, наприклад, переглядати файли DBF[en], XLS, DOC, PDF тощо;
  - інформаційні плагіни (.WDX) — призначені для вирішення декількох задач: пошук за специфічними властивостями й інформацією про вміст файлів, відображення цієї інформації в файлових списках і використання її в інструменті групового перейменування для додання до імені файлу (теги MP3, EXIF, інші атрибути файлу);

### Особливості програми
- 32-бітна версія Total Commander під платформою x86-64 працює з деякими обмеженнями, властивими 32-розрядним застосункам, оскільки сама програма і, відповідно, плагіни, написані під X86. Зокрема, файловий менеджер не має доступу до каталогу Windows\System32, оскільки для 32-розрядних додатків доступ до системного каталогу для 64-розрядного коду заборонений на рівні ядра[11]. Однак починаючи з сьомої версії в Total Commander з'явилась експериментальна директива x64DisableRedirection, яка дозволяє відключити перенаправлення системних каталогів у 32-розрядній копії[11].
- Починаючи з версії 8.0 випускається і повністю 64-розрядний Total Commander (програма була переписана на Free Pascal/Lazarus), що дозволило позбутися перерахованих вище проблем, але додало нові. Зокрема, необхідність переробки старих 32-бітних плагінів, оскільки вони не сумісні з 64-розрядним ядром програми. 16 вересня 2011 року відбувся реліз першої бета-версії Total Commander 8.0[12].
- Часткова підтримка Юнікоду[13].

## Total Commander для Android

Вигляд програми під Android

Поточна версія програми — 3.11 (Підтримує операційні системи 11 версії Android). Тип процесорів ARMv6, ARMv7, ARM64, X86, X86-64, MIPS.

### Можливості програми
Основні характеристики програми:
- дві суміжні або віртуальні панелі;
- копіювання і переміщення файлів та каталогів;
- перейменування та створення каталогів;
- підтримка Drag&Drop;
- видалення файлів та каталогів;
- виділення/зняття виділення з файлів, груп файлів, діапазону файлів;
- упаковування архівів ZIP, розпаковування ZIP і RAR;
- діалогове вікно властивостей, можливість зміни розширень файлів;
- вбудований текстовий редактор;
- функція пошуку (в іменах файлів, в тексті);
- перегляд списку встановлених додатків (використовується вбудований плагін);
- FTP-клієнт (використовується плагін);
- WebDAV (Web-теки) (використовується плагін);
- доступ до локальної мережі (реалізується плагіном);
- підтримка основних root-функції (опційно);
- відправлення файлів через Bluetooth (OBEX);
- показ мініатюр для зображень;
- можливість створювати закладки;
- збереження історії каталогів;
- медіапрогравач, який може відтворювати як локальні файли, так і файли безпосередньо з локальної мережі або WebDAV-плагінів;
- панель кнопок, яку можна налаштувати, для зміни каталогів, внутрішніх команд, запуску додатків та відправлення команд оболонці;
- підтримка багатьох мов, в тому числі й української; багатомовна довідка.

## Корисні посилання
- www.ghisler.com — Офіційний сайт програми [Архівовано 9 травня 2008 у Wayback Machine.](англ.)(нім.)(фр.)
- www.ghisler.com/mailing.htm Список найважливіших змін [Архівовано 4 липня 2018 у Wayback Machine.](англ.)(нім.)(фр.)
- Проект Total Commander Українською [Архівовано 3 квітня 2008 у Wayback Machine.](укр.)(рос.)
- Пакети українізації Total Commander [Архівовано 6 травня 2007 у Wayback Machine.]
- www.totalcmd.net — Портал TOTALCMD.NET [Архівовано 30 липня 2008 у Wayback Machine.](англ.)
- wincmd.ru — Все про Total Commander [Архівовано 21 лютого 2014 у Wayback Machine.](рос.)
- forum.wincmd.ru — Російський форум підтримки користувачів Total Commander [Архівовано 5 квітня 2007 у Wayback Machine.](рос.)
- Інтерв'ю з Крістіаном Ґіслером [Архівовано 8 грудня 2010 у Wayback Machine.] (рос.)